# La Fabrique Pola
La Fabrique Pola est une fédération artistique et culturelle située à Bordeaux, financée par des moyens publics locaux, nationaux et internationaux, consacrée à l'art visuel contemporain. 

## Histoire

### Fondation
Le nom Pola  est la contraction de l’expression « pôle administratif » et « pôle artistique ». La démarche de Pola est de mettre en commun des ressources afin de créer un lieu et un milieu propice à la création, afin de faciliter les démarches administratives pour les jeunes artistes.
À l’époque de sa fondation, les membres se répartissent sur plusieurs lieux. Un lieu principal regroupe un atelier et des bureaux. Il est situé Impasse des Argentiers, à côté de la rue des Argentiers à Bordeaux. Ce lieu est alors partagé entre l'association d'artistes Zebra3 et le collectif de création urbaine Le Bruit du frigo.

### Les différents lieux
Avant d'arriver quai de Brazza, la Fabrique Pola a occupé différents lieux au sein de la métropole bordelaise au cours de ces vingt dernières années.
L'association débute en 2005, date à laquelle Pola signe une convention avec le conseil général de la Gironde qui lui permet de s'installer dès 2007 dans le quartier Saint Pierre de Bordeaux, au 19 rue des Argentiers.
L'association occupe ensuite des locaux situés rue Bouquière, avant d'obtenir, en 2009, un bail de deux ans pour occuper, en face des Bassins à flot, les anciens locaux de la Citram, la société chargée des bus d'Aquitaine. Ce bail prend fin le 31 janvier 2011. En septembre 2013, et jusqu'au 31 décembre 2015, Pola peut occuper le bâtiment C de l'ancien centre de tri de Bègles en attente de sa réhabilitation en Cité Numérique.
Après cette étape à Bègles, en 2016, les habitants prennent place.
Après quelques mois, la Fabrique Pola s'installe finalement rive droite, au 10 quai de Brazza, la ville ayant fourni un bail de 18 ans ; après de nombreuses années de nomadisme, Pola se sédentarise sur la rive droite du fleuve.

### Lieu actuel
Cette adresse correspond aux locaux de l'usine de peinture de bateaux militaires[réf. nécessaire] Pargade. Depuis son abandon au lendemain de la Seconde Guerre mondiale, ce local est propriété de l’État[réf. nécessaire].  L'association bénéficie ainsi de 4 000 m2 pour présenter jusqu’à cinq expositions simultanément. Il abrite des bureaux et des ateliers, des espaces sont également prévus pour l’accueil du public en intérieur (gradins, accueil, projet de restaurant…) et en extérieur (buvette, jardins…).
La Fabrique Pola, La Nouvelle Agence Architectes de Bordeaux et les Habitants de la Fabrique sont les lauréats du Prix du Projet Citoyen 2019 pour leur démarche innovante.
Le 16 juillet 2021, Roselyne Bachelot, ministre de la Culture, en visite à la Fabrique Pola, souligne « la nécessité de développer des tiers-lieux comme celui-ci » dans le cadre de la démocratisation de la culture.
Le conseil d'administration est composée de 12 personnes, chacune représentant un pôle de création. Un directeur, un responsable de la communication et un responsable pour la gestion économique constituent l'encadrement de l'association qui comporte 23 organisations. Le directeur actuel est Blaise Mercier. La Fabrique Pola accueille, pour des durées déterminées, artistes ou collectifs pour accompagner les jeunes artistes et le développement de jeunes associations artistiques.

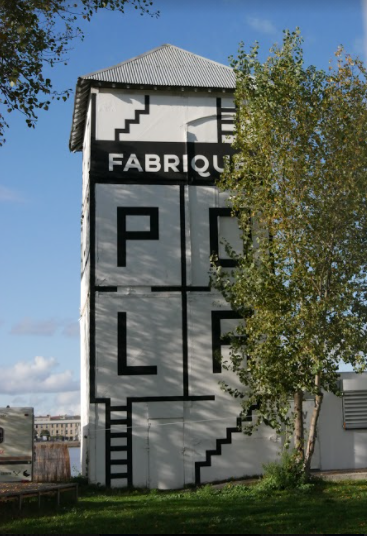
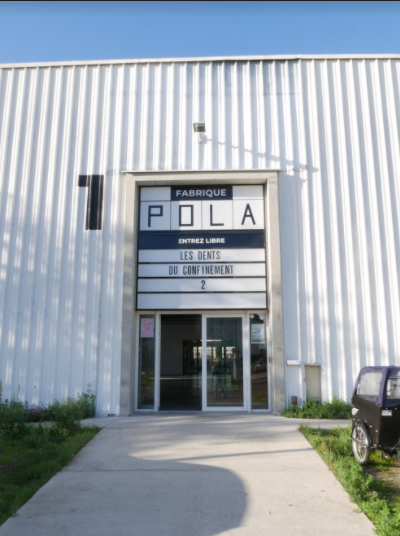
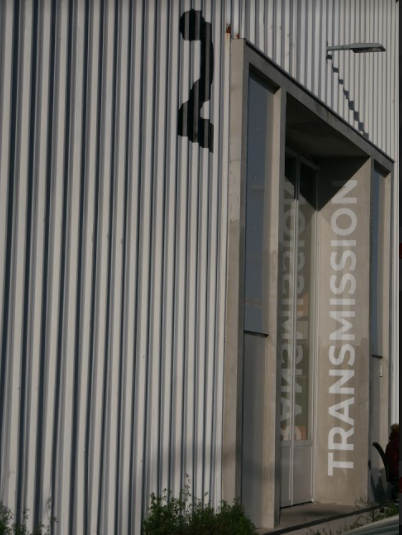
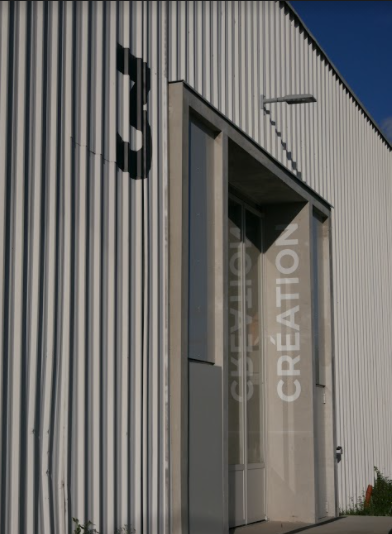
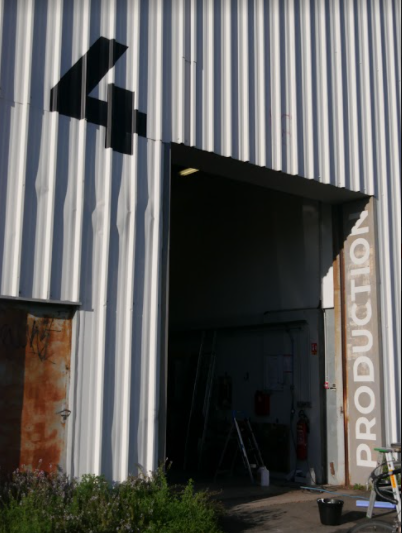